# Leucania chejela
Leucania chejela là một loài bướm đêm trong họ Noctuidae.